# 14092 Gaily
14092 Gaily (1997 MC8) là một tiểu hành tinh vành đai chính được phát hiện ngày 29 tháng 6 năm 1997 bởi Spacewatch ở Kitt Peak.